# Караагашти
Караагашти́ (каз. Қараағашты) — село у складі Тюлькубаського району Туркестанської області Казахстану. Входить до складу Майликентського сільського округу.
У радянські часи село називалось Максим Горький, до 2018 року — імені Максима Горького.
Населення — 1798 осіб (2021; 1857 у 2009, 1784 у 1999, 1080 у 1989).